# Simon Sebag Montefiore
Simon Sebag Montefiore (ur. 27 czerwca 1965 w Londynie) – brytyjski historyk i dziennikarz.

## Życiorys
Absolwent Gonville and Caius College na Uniwersytecie Cambridge . W latach dziewięćdziesiątych podróżował po byłym ZSRR (odwiedził Kaukaz, Ukrainę i Azję Środkową). Autor wielu artykułów na temat Rosji dla takich pism, jak: „Sunday Times”, „New York Times” i „Spectator”. Jest także prezenterem telewizyjnych filmów dokumentalnych i członkiem Royal Society of Literature. Mieszka w Londynie z żoną, powieściopisarką Santą Montefiore i dwojgiem dzieci. Jego książki były opublikowane w ponad 35 językach.

## Nagrody
- książka Stalin. Dwór czerwonego cara została uhonorowana British Book Award w kategorii książka historyczna roku
- książka Stalin. Młode lata despoty zdobył Costa Biography Award, „LA Times” Book Prize for Biography (USA), Le Grand Prix de la Biographie Politique (Francja) i Kreisky Prize for Political Literature (Austria)
- książka Katarzyna Wielka i Potiomkin otrzymała nominację nagród: Samuela Johnsona, Duffa Coopera i Marsh Biography Prize.

## Publikacje
- Jerusalem: The Biography, 2011, ISBN 978-0-297-85265-0.
- 101 World Heroes, 2009.
- Monsters – History’s most evil men and women, 2008.
- Young Stalin, 2007.
- Stalin: The Court of the Red Tsar, 2005, 2004, ISBN 1-4000-4230-5 ISBN 978-1400042302.
- Potemkin: Catherine the Great’s Imperial Partner, 2005.
- Speeches that Changed the World: The Stories and Transcripts of the Moments that Made History, 2008, 2007.
- Piggy Foxy and the Sword of Revolution: Bolshevik Self-Portraits (Annals of Communism Series) with Alexander Vatlin, Larisa Malashenko and Vadim A. Staklo, 2006.
- A History of Caucasus, 2005, ISBN 0-297-81925-9 ISBN 978-0297819257.

## Powieści
- One Night in Winter, 2013.
- Sashenka, 2008.
- My Affair with Stalin, 2004.
- King’s Parade, 1992.

## Filmy
- Jerusalem: The Making of a Holy City 3 part series 8 December 2011 – 23 December 2011.
- Rome: A History of the Eternal City 3 part series 5 December – 19 December 2012.
- Byzantium: A Tale of Three Cities 3 part series 5 December 2013 – 19 December 2013.

## Publikacje w języku polskim
- Stalin: dwór czerwonego cara, przeł. Maciej Antosiewicz, Wydawnictwo Magnum, Warszawa 2004.
- Potiomkin: książę książąt, przeł. Katarzyna Bażyńska-Chojnacka i Piotr Chojnacki, Władysław Jeżewski, Wydawnictwo Magnum, Warszawa 2006.
- (wstęp) Mowy, które zmieniły świat: świadectwa przełomowych momentów historii, wstęp Simon Seebag Montefiore, przeł. Sławomir Czapnik, Wydawnictwo Dolnośląskie, Wrocław 2007.
- Stalin – młode lata despoty: zanim powstał dwór Czerwonego Cara, przeł. Maciej Antosiewicz, Wydawnictwo Świat Książki – Bertelsmann Media, Warszawa 2008.
- Taniec siedmiu woalek: sukcesja władzy po rosyjsku, „Gazeta Wyborcza” 3 II 2009, nr 28, s. 12.
- Potwory: historia zbrodni i okrucieństwa, współpr. John Bew, Martyn Frampton, przeł. Jerzy Korpanty, Wydawnictwo Świat Książki, Warszawa 2010.
- Jerozolima: biografia, przeł. Maciej Antosiewicz, Władysław Jeżewski, Wydawnictwo Magnum, Warszawa 2011.
- Nieznane oblicze satrapy, czyli przyjaciółki i kochanki Stalina, tł. Zbigniew Mach, „Polska” 8 XI 2013, nr 89, s. 34–35.
- Pewnej zimowej nocy, przeł. Władysław Jeżewski, Wydawnictwo Magnum, Warszawa 2013 [powieść].
- Wilcze pomioty! Do więzienia!, tł. Lidia Rafa, „Polska” 17 IX 2013, nr 74, dodatek „Focus”, s. 8.
- Tyrani mogą dziś błyszczeć w sądzie, tł. Zbigniew Mach, „Polska” 4 VII 2014, nr 53, dodatek „Times”, s. 36 [Saddam Husajn].
- Seks i władza w jednym stoją domu, tł. Zbigniew Mach, „Polska” 19 I 2015, nr 6, s. 24–25.
- Romanowowie 1613–1918, tł. Tomasz Fiedorek, Władysław Jeżewski, Wydawnictwo Magnum, Warszawa 2016.
- Świat. Historia rodzinna, tł. Maciej Antosiewicz, Wydawnictwo Znak Horyzont, Kraków 2024